# Corsair Components

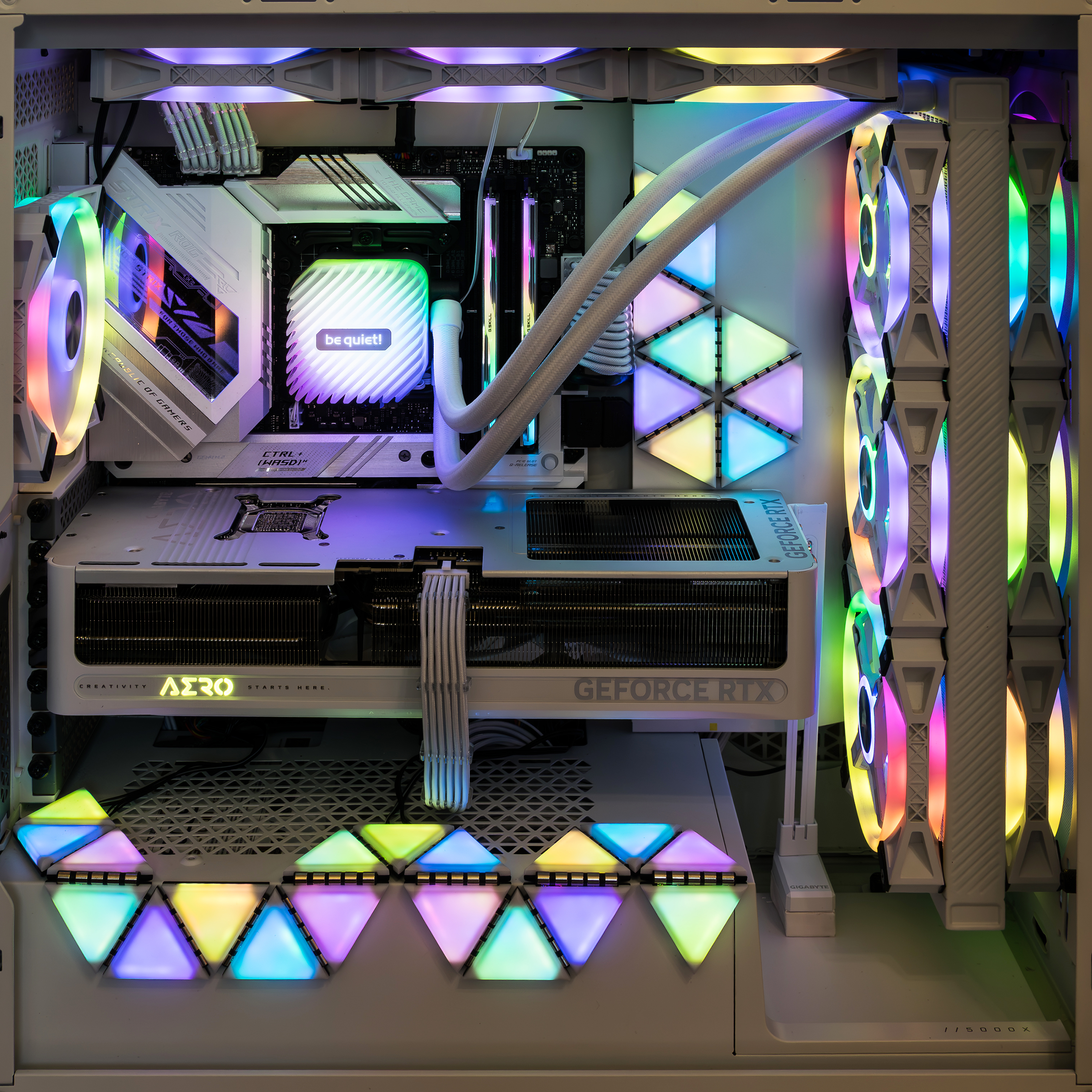
Wnętrze obudowy Corsair iCUE 5000X RGB QL Edition

Corsair Gaming, Inc. – amerykańskie przedsiębiorstwo komputerowe z siedzibą w Milpitas, w stanie Kalifornia, w Stanach Zjednoczonych.  
Zajmuje się opracowywaniem i wytwarzaniem wysokiej jakości klasy sprzętu oraz zaawansowanych technologii dla graczy, twórców treści i entuzjastów komputerów.
Przedsiębiorstwo zostało założone jako Corsair Microsystems, Inc. w 1994 roku przez Andy'ego Paula, Dona Libermana i Johna Beekleya.
Firma specjalizuje się w produkcji:
- pamięci RAM,
- zasilaczy komputerowych,
- obudów i chłodzenia zestawów komputerowych,
- chłodzenia do procesorów,
- peryferii i akcesoriów komputerowych